# قلعه میرزاعلی
قلعه میرزاعلی روستایی است در شرق شهرستان بروجرد در استان لرستان. این روستا در دهستان والانجرد در بخش مرکزی این شهرستان قرار دارد.

## جمعیت
بنابر سرشماری مرکز آمار ایران، جمعیت این روستا در سال ۱۳۸۵، برابر با ۲۱۰ نفر بوده‌است که از این میان ۱۰۰ نفر مرد و بقیه زن بوده‌اند. قلعه میرزا علی ۴۹ خانوار جمعیت دارد.